# Зарічна (Пишминський міський округ)
Зарі́чна (рос. Заречная) — присілок у складі Пишминського міського округу Свердловської області.
Населення — 80 осіб (2010, 102 у 2002).
Національний склад станом на 2002 рік: росіяни — 96 %.